# Hassan Sabeh
Hassan Sabeh (حسان صابح)     
(* 1947 in Beirut) ist ein sunnitischer Muslim und libanesischer Innenminister.
Er war Armeeoffizier. Als Abgeordneter trat er bei den Parlamentswahl 2005 für die auf pro-Hariri ausgerichtete Zukunftsbewegung an und gehörte anschließend der neuen Regierung von Ministerpräsident Fuad Siniora als Innenminister an.
Am 5. Februar 2006 trat er als Reaktion auf die Inbrandsetzung des Gebäudes der dänischen Botschaft durch gegen die Mohammed-Karikaturen protestierende Demonstranten zurück.
Nach dem Attentat auf Industrieminister Pierre Gemayel junior kehrte er ins Amt zurück, da die Zahl der Minister nach dem Rückzug von sechs Ministern der Hisbollah und ihr nahestehender Parteien die Zahl der Kabinettsmitglieder auf die Mindestzahl abgerutscht war.
| Personendaten    | Personendaten           |
| ---------------- | ----------------------- |
| NAME             | Sabeh, Hassan           |
| KURZBESCHREIBUNG | libanesischer Politiker |
| GEBURTSDATUM     | 1947                    |
| GEBURTSORT       | Beirut                  |